# 149 Batalion Schutzmannschaft
Batalion Policyjny nr 149 (niem. SchutzmannschaftsBtl 149) – batalion policyjny, sformowany z Tatarów Krymskich w lipcu 1942 w Bakczysaraju, a rozwiązany 8 lipca 1944.
149 (frontowy) batalion był używany do przeszukiwania lasów krymskich i poszukiwania partyzantów radzieckich, a także do działań karnych przeciw mieszkańcom Krymu, których krewni lub bliscy brali udział w partyzantce.
149 batalion prowadził działania operacyjne lub ochronne albo w całości, albo w poszczególnych pododdziałach (kompanie i plutony): sztab batalionu znajdował się w Bakczysaraju, a jego pododdziały pełniły służbę w dzielnicach Kokkozy (1 kompania), Koush (2 kompanie) i Mangusz (1 pluton).